# デュシタニ・バンコク
座標: 北緯13度43分41.4秒 東経100度32分15.0秒 / 北緯13.728167度 東経100.537500度

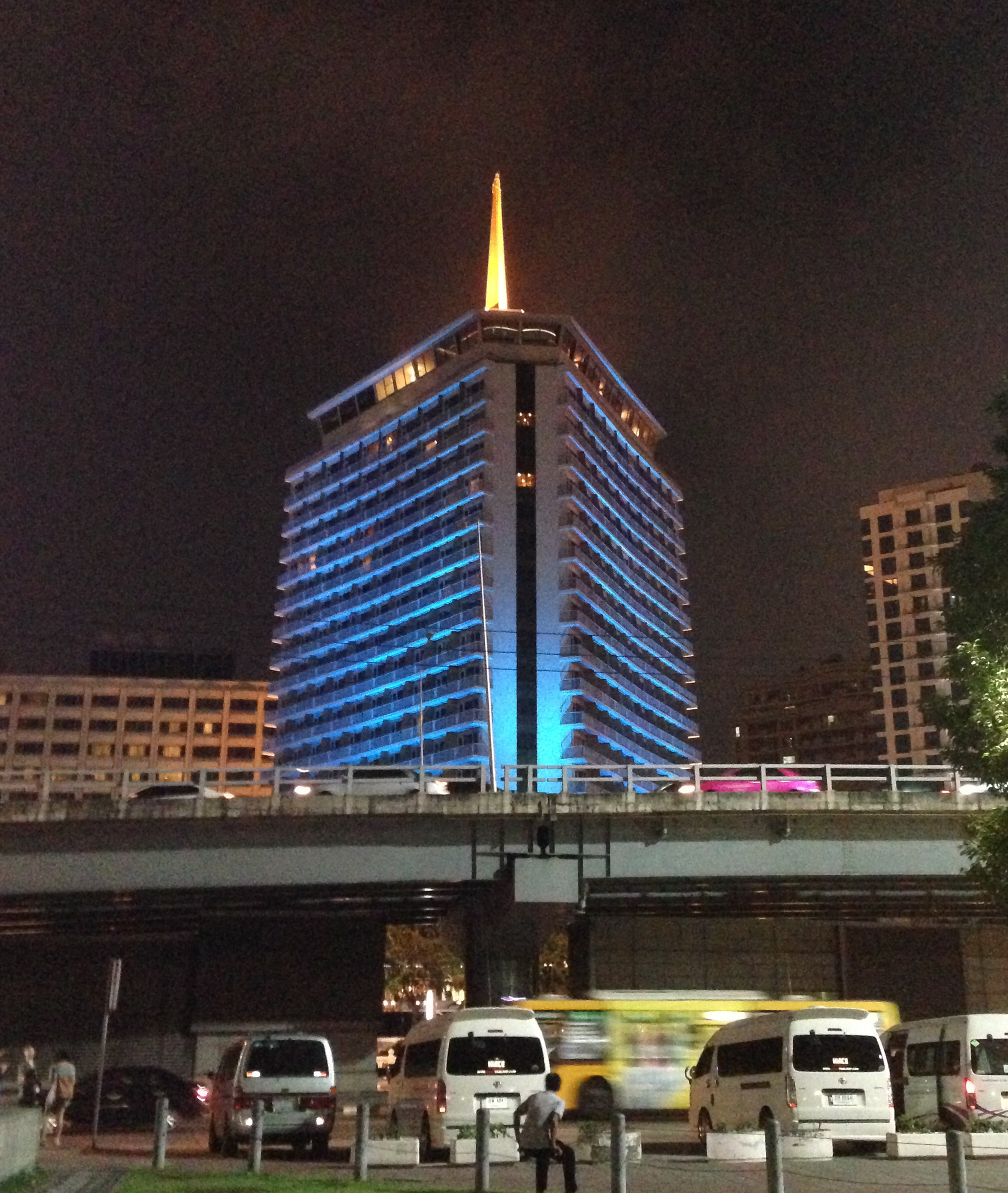
建て替え前のデュシタニ・バンコク

デュシタニ・バンコク(The Dusit Thani)は、タイの首都であるバンコク・バーンラック区にある最高級ホテル。デュシット・インターナショナルのフラッグシップホテル。

## 特徴
1970年、バンコクのシーロム通り、ルンビニ公園の対面に開業。内装、ホスピタリティの両面においてタイの伝統を貫き、程良い高級感が漂う老舗ホテルとしてタイ王室や各国の賓客が数多く訪れることで有名である。ホテルの名称はタイ語で「天国の街」の意味である。
建物はメインタワーとイーストウィングの2棟があり、メインタワーは尖塔を抱く建物で、街歩きの目印となっている。客室は全257室。メインタワーは、2006年に全面改装している。(イーストウィング：スーペリアルーム／メインタワー：デラックス、クラブ、グランド、スイートなど。専用のクラブラウンジあり）
スカイトレインBTSサラデーン駅や地下鉄のシーロム駅(Si Lom、สีลม)、日本人街のタニヤ通り、パッポン通りが間近にあり、街歩きなどに便利である。
建て替えのため、2019年1月5日を最後に閉鎖したが、2024年9月27日にリニューアルオープンした。デュシタニ・バンコクが立地するデュシット・セントラルパークには高級レジデンス、オフィスタワー、リテールセンターが備えられ、2025年に順次オープンする予定である。

## 設備
- イル・チエロ(il ciero)　イタリア料理
- デ・サンス(D'Sens)　フランス料理
- メイフラワー(The Mayflower)　広東料理
- ベンジャロン(Benjarong)　タイ料理
- シャンパンズ(ChampagneS Bar)　ワイン
- ロビーラウンジ(Lobby Lounge)　ドリンク、スナック
- マイバー(MyBar)　ドリンク、スナック
- デュシットグルメ(Dusit Gourmet)　ベーカリー、カフェ
- ハミルトンステーキハウス(hamilton's Steak House)　グリル料理
- ティエンドン(Thien Duong)　ベトナム料理
- 将軍(Shogun)　和食
- パビリオン(The Pavilion)　インターナショナルビュッフェ
- テワラン・スパ(Devarana Spa)
- DFitフィットネスセンター
- 屋外プール
- 屋外ゴルフ練習場

など